# Daniel Dickinson

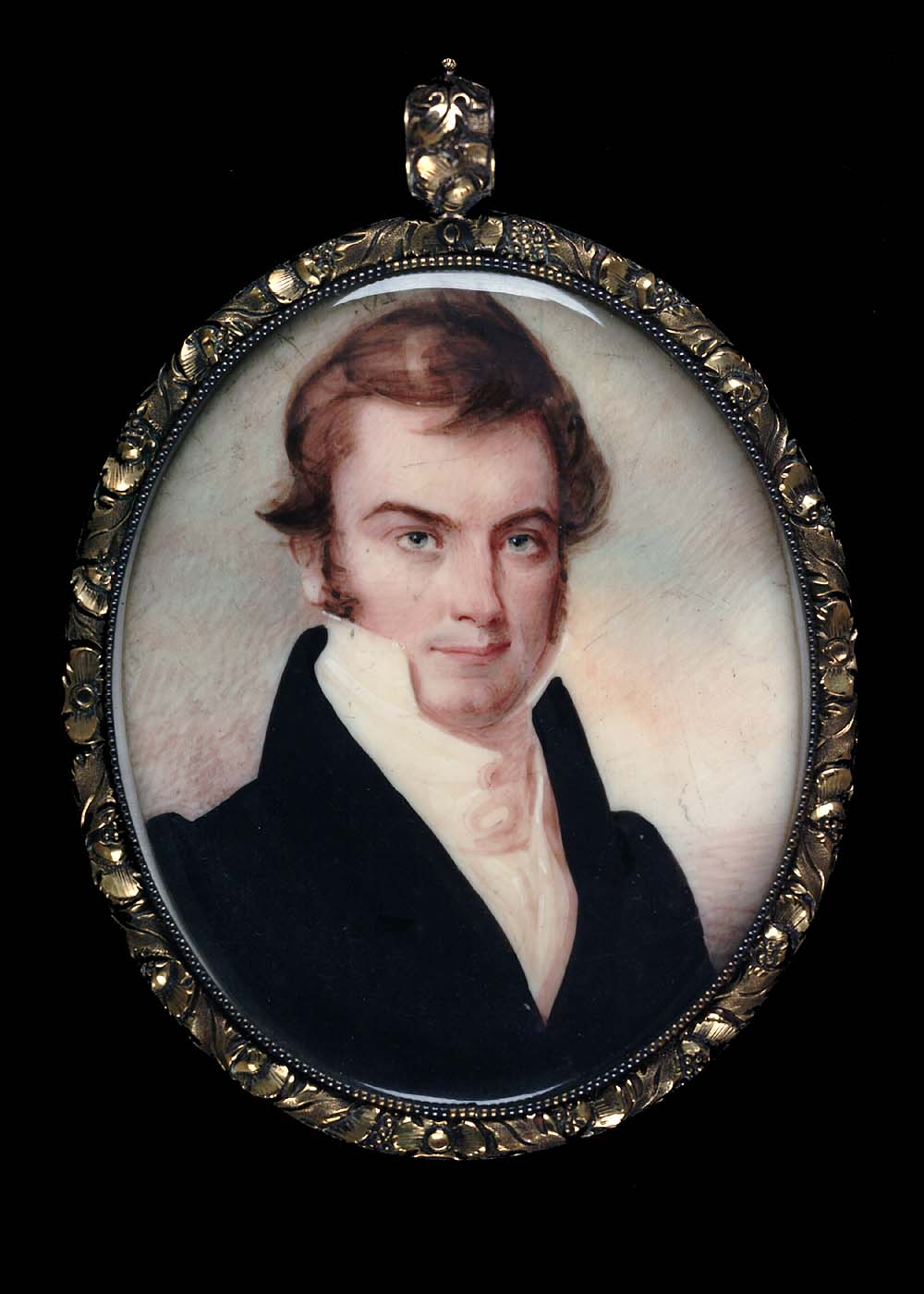
Daniel Dickinson: William Lippincott (1825). Smithsonian American Art Museum

Daniel Dickinson (* 1795 in Litchfield, Connecticut, USA; † nach 1866, vermutlich ebenfalls in Litchfield, Connecticut) war ein amerikanischer Miniaturmaler und Porträtkünstler.

## Leben
Daniel Dickinson, der jüngere Bruder des Miniaturmalers Anson Dickinson, zog um 1812 nach New Haven. Dort studierte er gemeinsam mit seinen Brüdern Nathaniel (1796–1881) und Simeon Smith Jocelyn (1799–1879) das Zeichnen nach Vorlagen und aus Büchern. 1818 zog er nach Philadelphia, wo er zunächst Miniaturen und ab 1830 Ölporträts malte. Ab 1819 stellte er jährlich in der Pennsylvania Academy of the Fine Arts und häufig in der Artists’ Fund Society aus. Anfang August 1840 verlegte er seinen Wohnsitz mit seiner Familie von Philadelphia nach Camden in New Jersey, wo er 1850 eine Gärtnerei für Rosen und Weintrauben eröffnete. Er war als Maler sehr erfolgreich, bis die rasante Entwicklung der Fotografie seine Porträtmalerei einschränkte. Er scheint bis Mitte der 1850er Jahre Porträts gemalt zu haben.

## Werk

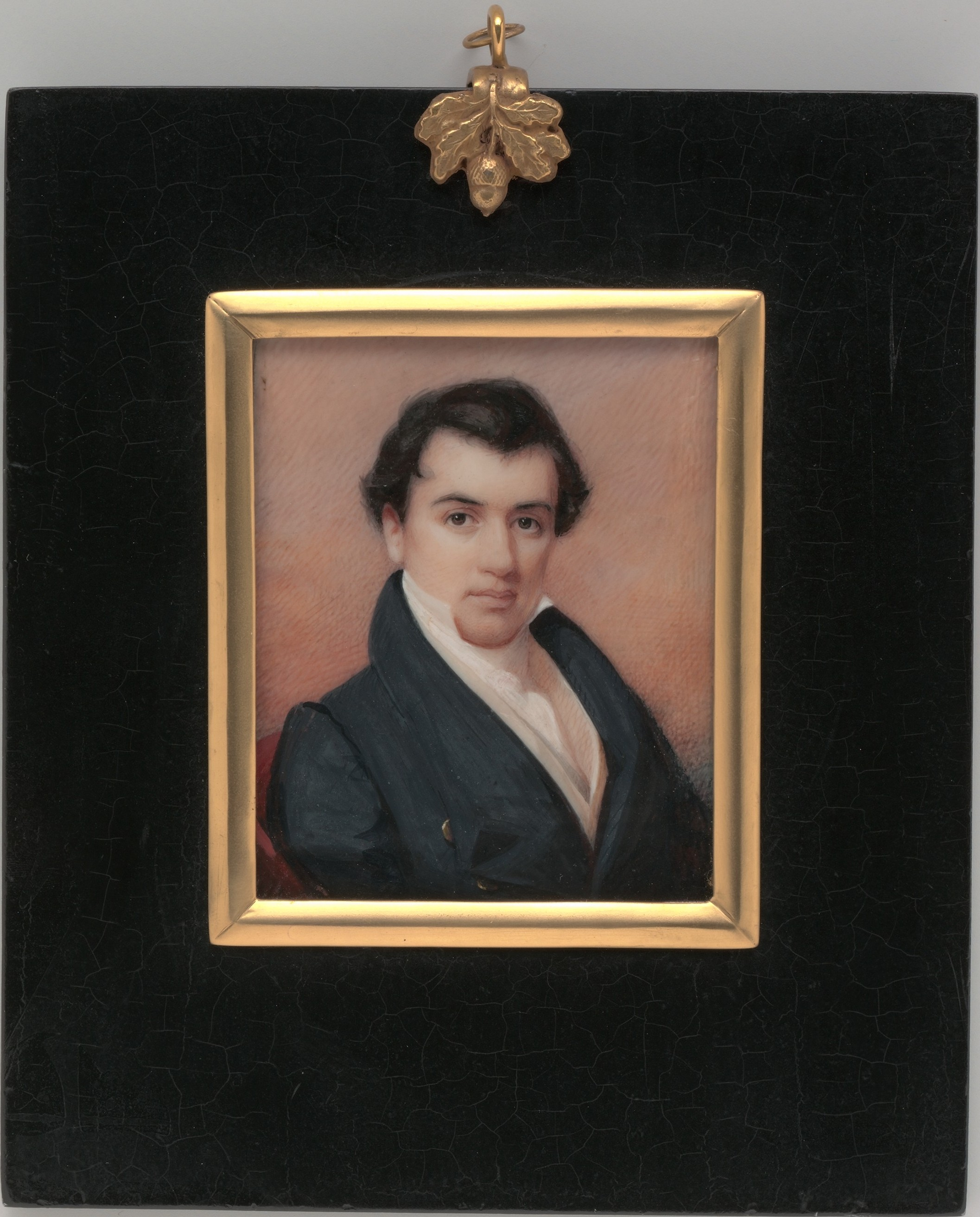
Daniel Dickinson: John Neagle (1830). Metropolitan Museum of Art

Daniel Dickinson spezialisierte sich in Philadelphia auf Miniaturen und Porträtmalerei. Zu seinen Arbeiten zählen kleine Aquarelle auf Elfenbein, die oft in Schmuck-Lockets gefasst sind. Ein Beispiel ist das im Jahr 1822 entstandene Porträt von Charles Leland, das sich im Metropolitan Museum of Art befindet. Typisch für die amerikanische Miniaturtradition des frühen 19. Jahrhunderts sind die fein ausgearbeiteten Gesichtszüge, die subtilen Farbabstufungen sowie die sorgfältige Darstellung von Kleidung und Frisuren seiner Werke.